# Phantasy Star IV: The End of the Millennium
Phantasy Star IV, випущена в Японії як Phantasy Star: The End of the Millennium (フ ァ ン タ シ ー ス タ ー 千 年紀 の 終 り に?) — рольова відеогра для Mega Drive / Genesis, видана в Японії в 1993 році і в Європі та Північній Америці в 1995. Четверта і остання гра в оригінальній серії Phantasy Star, яка завершує історію зоряної системи Алголь. Гра також доступна на Wii Virtual Console в Японії з 24 червня 2008 року, в PAL-регіонах 14 листопада 2008 року, а в Північній Америці з 22 грудня 2008 року. Phantasy Star IV також є частиною Sega Genesis Collection на PlayStation 2 і PlayStation Portable і Sonic's Ultimate Genesis Collection для Xbox 360 і PlayStation 3.
Phantasy Star IV зберегла багато з геймплейних елементів попередньої гри, в тому числі покрокові битви, повітряні подорожі, і магічні заклинання. Гра отримала відгуки від змішаних до позитивних, але в ретроспективі фігурує як одна з найкращих відеоігор всіх часів.

## Ігровий процес
Phantasy Star IV — це архетипова рольова відеогра, яка містить основні моменти дослідження, взаємодії NPC і покрокові бої. Як і в попередніх іграх із серії Phantasy Star, кожен персонаж має власну статистику та спорядження, які визначають ефективність персонажа в бою, покращуючи його статистику за рахунок отримання рівнів досвіду (досягнутого шляхом перемоги в бою). Крім того, персонажі, які не є андроїдами, мають доступ до «Технік» (тобто магічних заклинань), використання яких залучає «Технічні очки» (TP) персонажа, а нові прийоми вивчаються, коли персонаж отримує рівні.
Phantasy Star IV має низку нових функцій у серії, включаючи техніку комбінування, ілюстрації на панелях у стилі манги, які супроводжують розповідь, і розширений сценарій.
В інструкції до американської версії зазначено, що існує 15 можливих комбінацій-атак. Однак було виявлено лише 14. Іноді «секретну техніку» Feeve, марну техніку, доступну через хакерство, помилково приймають за «втрачене 15-е комбо».

## Сюжет
Дія Phantasy Star IV відбувається через 1000 років після подій Phantasy Star II і за 1000 років до ери Phantasy Star III. Після події під назвою «Великий колапс» більша частина колись процвітаючої планети Мотавія повернулася до свого початкового стану пустелі, оскільки пристрої для контролю клімату та біосфери, встановлені понад тисячу років тому, почали виходити з ладу, а життя ставало дедалі складнішим для жителів планети. Гірше того, відбулося помітне збільшення кількості «біомонстрів», загального терміна для дивних і жорстоких відхилень у флорі та фауні Мотавії. Тримати цих створінь під контролем — робота «мисливців».
Мисливці Еліс Бренґвін та її молодий учень Чаз Ешлі, найняті академією Піата на Мотавії, починають дослідження зв’язку між проблемою біомонстрів та екологічною кризою на планеті. До них приєднуються інші на цьому шляху, вони пов’язують світові проблеми з лідером культу на ім’я Зіо, «Чорним Магом», цілями якого є повне знищення не лише Мотавії, але й усієї сонячної системи Алгол. Під час їхнього початкового протистояння Зіо викликає Темну Силу — того самого антагоніста в попередніх іграх — і смертельно ранить Еліс своєю Темною Енергетичною Хвилею. Взявши на себе ініціативу після її смерті, Чаз приєднується до чарівника, знайомого Еліс, Руна Уолша, який допомагає зламати бар’єр на вежі Зіо та усунути чарівника, щоб відновити комп’ютерні системи, що підтримують Мотавію. Оскільки незвичайні умови Алго не змінюються, група звертає свою увагу на несправну супутникову космічну станцію, яка виявилася зараженою Темною Силою, з якою вони змушені вступити в бій та перемогти. Однак катастрофи Алго не припиняються, і група ще більше збентежена, оскільки на своєму шляху вони стикаються з кількома втіленнями Темної Сили.
Подорожуючи на Рикрос, невідому четверту планету сонячної системи Алго, Чаз і його супутники дізнаються про Глибоку Темряву: могутню сутність, вигнану за планетарну печатку мільярди років тому, яка здатна проявляти свою ненависть у фізичній формі як Темна Сила щоразу кожну тисячі років через коливання печатки. Оскільки печатка зараз сильно ослаблена через знищення планети Парма під час Великого колапсу, Чаз і його група входять у вимір Глибокої Темряви та ліквідують її, перш ніж вона зможе повністю звільнитися та знищити галактику. Коли зло вигнано назавжди, а група розійшлася, Ріка – дівчина-нуман у групі – вирішує залишитися з Чазом, поки вони прощаються з усіма, пам’ятаючи про жертви тих, хто захищав Алго протягом століть.